# Diether Trede
Diether Trede (* 16. Februar 1932 in Burg auf Fehmarn; † 2008) war ein deutscher Fußballspieler.

## Werdegang
Der Stürmer Diether Trede begann seine Karriere beim SV Fehmarn und kam über die Zwischenstation Holstein Segeberg im Jahre 1954 zu Holstein Kiel. Bei den „Störchen“ wurde Trede zumeist als Halb- oder Flügelstürmer eingesetzt. Im Jahre 1957 wurde er mit den Kielern Vizemeister der seinerzeit erstklassigen Oberliga Nord hinter dem Hamburger SV. Nach einer 2:3-Niederlage nach Verlängerung gegen Kickers Offenbach verpasste Holstein Kiel die Qualifikation für die deutsche Fußballmeisterschaft 1956/57. Vier Jahre später beendete er seine Karriere. In 158 Oberligaspielen für Holstein Kiel erzielte er 37 Tore.
Noch während Trede für Holstein Kiel spielte, absolvierte er ein Studium. Nach einem Referendariat an der Bismarckschule in Elmshorn arbeitete er als Lehrer für Latein und Sport an der Max-Planck-Schule in Kiel. Später stieg er zum stellvertretenden Schulleiter des Gymnasiums auf.